# María Rosario Soto Rico
María Rosario Soto Rico, née le 10 décembre 1974, est une femme politique espagnole membre du Parti populaire. Elle est élue sénatrice de l'Andalousie en juillet 2015.

## Biographie

### Vie privée
Elle est mariée et mère d'une fille.

### Profession
Elle est titulaire d'une licence en sciences politiques et sociologie et d'un master en direction et gestion des ressources humaines. Elle est technicienne supérieure en prévention des risques du travail.

### Carrière politique
Elle est députée au parlement d'Andalousie de 2012 à 2015 et conseillère municipale d'Almería de 2003 à 2012.
Le 1er juillet 2015, elle est désignée sénatrice par le Parlement d'Andalousie en représentation de l'Andalousie.